# Robert Cray
Pour les articles homonymes, voir Cray.
Robert Cray né le 1er août 1953 à Columbus, en Géorgie est un musicien de blues, guitariste et chanteur américain.

## Carrière
Fils de militaire ayant vécu en Géorgie et en Allemagne et enfin à Seattle, Robert Cray a grandi en écoutant les sons du rock psychédélique avant de découvrir le blues à travers les disques de Magic Sam, B. B. King, Albert King ou Howlin' Wolf et la soul via les disques du label Stax. Après quelques cours de guitare avec Isaac Scott, un bluesman de Seattle, Robert Cray fonde un orchestre à l'université de Tacoma avec quelques amis, dont le bassiste Richard Cousins qui restera longtemps avec lui. C'est la rencontre avec Albert Collins, venu donner un concert à l'université, qui va le pousser à envisager une carrière de musicien professionnel. Une véritable admiration puis une réelle amitié uniront le jeune Robert Cray au vétéran texan. Le style de guitare de Collins demeure toujours une de ses influences dominantes.
Il a remporté plusieurs Grammy Award du meilleur album de blues contemporain et, en 1986, l'album Showdown! qu'il réalise avec Albert Collins et Johnny Copeland reçoit le Grammy Award du meilleur album de blues traditionnel.

## Discographie
- 2017 : Robert Cray & Hi Rhythm
- 2014 : In My Soul
- 2012 : Nothin but love
- 2010 : Cookin In Mobile
- 2009 : This Time
- 2008 : Live At The BBC
- 2007 : Definitive Collection
- 2006 : Live from Across the Pond [Live 2CD]
- 2005 : Twenty
- 2003 : Time Will Tell
- 2002 : The millennium collection
- 2001 : Shoulda Been Home
- 1999 : Heavy Picks
- 1999 : Take Your Shoes Off
- 1997 : Sweet Potato Pie
- 1995 : Some Rainy Morning
- 1993 : Shame + A SIN
- 1992 : I Was Warned
- 1990 : Midnight Stroll
- 1988 : Don't Be Afraid of the Dark
- 1986 : Strong Persuader
- 1985 : False Accusations
- 1983 : Bad Influence
- 1980 : Who's Been Talkin'

### Revues, magazines
- Blues Again !, n°14, juillet/août/septembre 2008